# جائزة بلنسية الكبرى للدراجات النارية 2001
جائزة بلنسية الكبرى للدراجات النارية 2001 هو سباق دراجات نارية أقيم بتاريخ 23 سبتمبر 2001 ف حلبة ريكاردو تورمو. كان الجولة الثانية عشر من أصل 16 في سباق الجائزة الكبرى للدراجات النارية موسم 2001. فاز الإسباني سيت جيبيرنو بفئة 500 سي سي بينما جاء البرازيلي أليكس باروس في المركز الثاني وحصل على المركز الثالث الأمريكي كيني روبرتس جونيور.

## وصلات خارجية
- الموقع الرسمي